# Tri šešira
Tri šešira najstarija je skadarlijska kavana glavne boemske ulice starog Beograda. Otvorena je 1864. u zgradi u kojoj se prethodno nalazila zanatska radnja koja je kao logotip imala tri limena šešira.
Kad je 1901. godine, na žalost beogradskih boema, srušena kavana Dardaneli, centar noćnog života preselio se u Tri šešira. Puno je poznatih imena boemskog života Beograda u ovoj kavani stvaralo, pjevalo i pisalo.
U Beogradu su 1970-ih Zuko Džumhur i drugi umjetnici često posjećivali ovaj boemski dio grada. Džumhur je s još nekoliko umjetnika bio zadužen za renoviranje kavane Tri šešira.